# 布里西-阿梅日库尔
布里西-阿梅日库尔（法語：Brissy-Hamégicourt，法語發音：[bʁisi ameʒikuʁ]）是法国上法蘭西大區埃纳省的一个市镇，属于圣康坦区。该市镇于1965年由原市镇布里西（Brissy）和阿梅日库尔（Hamégicourt）合并而成。

## 地理
布里西-阿梅日库尔（49°44'37"N, 3°22'49"E）面积12.38 平方千米，位于法国上法蘭西大區埃纳省，该省份为法国北部内陆省份，北起北部省，西接索姆省和瓦兹省，东临阿登省和马恩省，西南至塞纳-马恩省，东北部与比利时接壤。
与布里西-阿梅日库尔接壤的市镇（或旧市镇、城区）包括：阿兰库尔、布里赛-舒瓦尼、莫伊德莱讷、勒南萨尔、塞里莱梅济耶尔。
布里西-阿梅日库尔的时区为UTC+01:00、UTC+02:00（夏令时）。

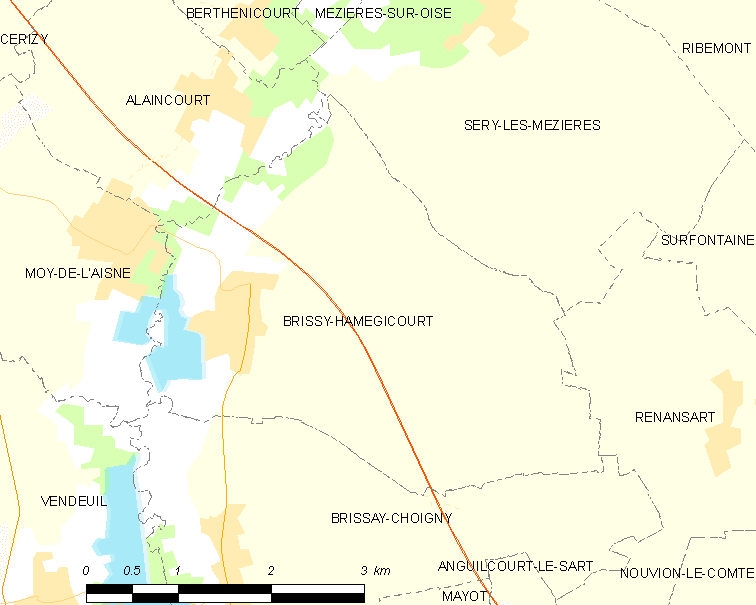
布里西-阿梅日库尔的OSM定位图

## 行政
布里西-阿梅日库尔的邮政编码为02240，INSEE市镇编码为02124。

## 政治
布里西-阿梅日库尔所属的省级选区为里布蒙县。

## 人口

1962-2008年间布里西-阿梅日库尔人口变化图示

布里西-阿梅日库尔于2022年1月1日时的人口数量为653人。